# Kai Wandschneider
Kai Wandschneider (* 2. November 1959 in Hamburg) ist ein deutscher Handballtrainer und ehemaliger Handballspieler.

## Leben

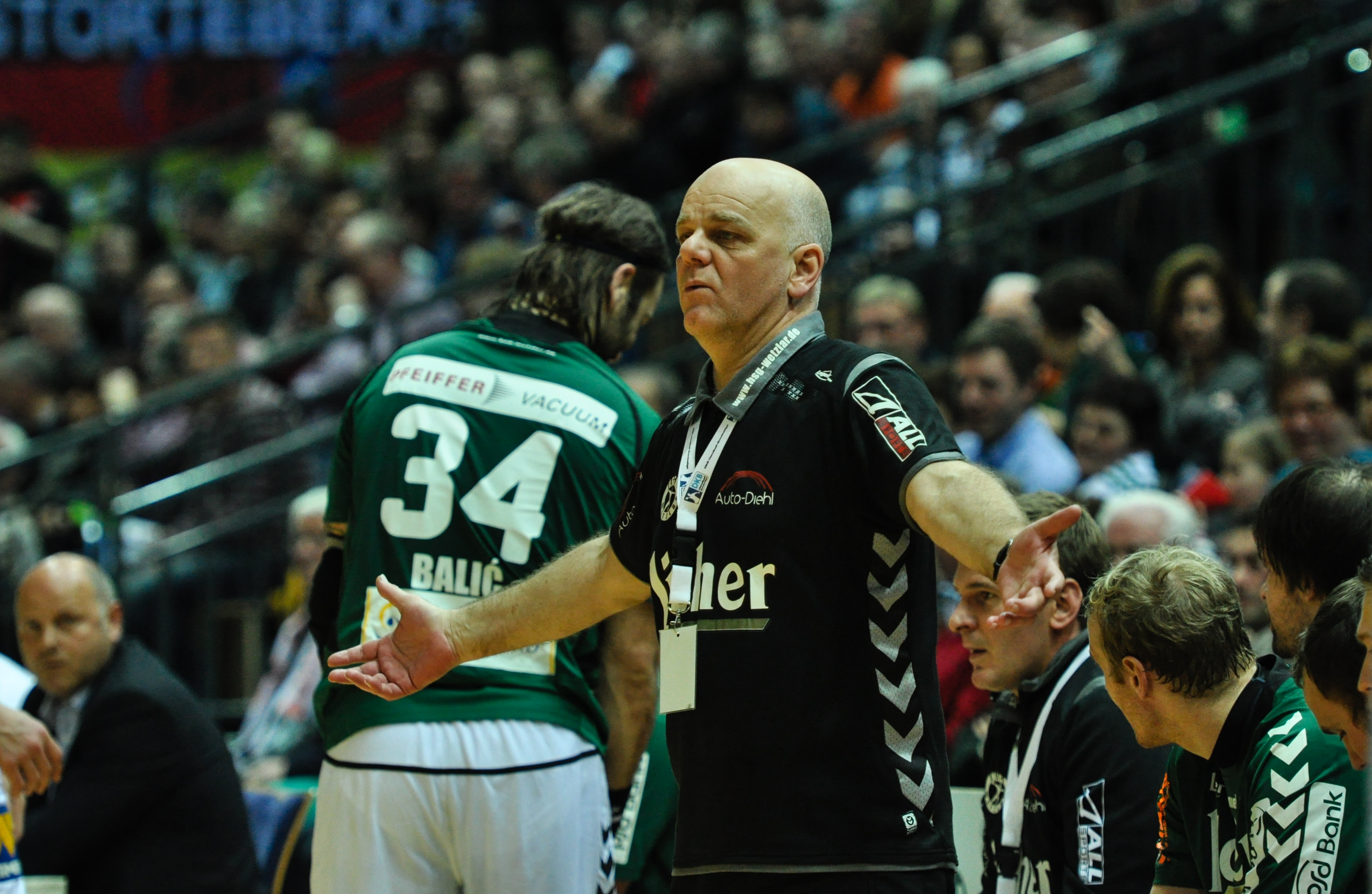
Kai Wandschneider bei einem Spiel gegen den HSV Hamburg.

Seit seinem 28. Lebensjahr ist Wandschneider als Trainer aktiv. Er studierte Psychologie und Sport in Köln, sammelte während und kurz nach seiner Zeit als aktiver Handballer zudem journalistische Erfahrungen und erwarb 1999 die Trainer-A-Lizenz.
Im Jahr 2001 übernahm er zum TSV Bayer Dormagen. Er führte die Mannschaft 2002 aus der Regionalliga West mit dem Gewinn der Westdeutschen Meisterschaft in die 2. Bundesliga. Als Meister der 2. Bundesliga Süd stieg die Mannschaft 2008 in die 1. Liga auf. In Dormagen trainierte und formte Wandschneider unter anderem den französischen Weltmeister und Olympiasieger Kentin Mahé und bekannte deutsche Spieler wie Adrian Pfahl, Jens Vortmann und Maximilian Holst. Zum Saisonende 2011 verließ Wandschneider die inzwischen als DHC Rheinland firmierenden Handballer Dormagens.
Im März 2012 übernahm Wandschneider den Bundesligisten HSG Wetzlar. In Wetzlar schaffte Wandschneider 2012 den Klassenerhalt und landete mit dem Team in der Folgezeit mehrmals im oberen Tabellendrittel. In Tobias Reichmann, Steffen Fäth, Philipp Weber, Kevin Schmidt, Jannik Kohlbacher und Andreas Wolff trainierte Wandschneider in Wetzlar etliche weitere Nationalspieler. Wolff, Fäth und Kohlbacher sorgten beim EM-Gewinn der DHB-Auswahl 2016 in Polen dafür, dass kein anderer Erstligaklub so lange für die deutsche Mannschaft auf dem Spielfeld vertreten war wie die HSG Wetzlar. Nach der Saison 2020/21 beendete er seine Trainertätigkeit bei der HSG Wetzlar.
Wandschneider betreute 2009 und 2013 im All-Star Game das Team der DKB Handball-Bundesliga als Co-Trainer. 2013 und 2017 wurde er zum „Trainer der Saison“ gewählt.

## Quelle
- F. Schneller: Man hat immer eine Chance. In: Handballwoche 19, 2009, S. 24–25.